# 新加坡国际电影节
新加坡国际电影节（英語：Singapore International Film Festival）是每年于新加坡举办的一个电影节，1987年由杰弗里·马龙、L·勒兰·惠特尼创办，最初的宗旨是为了给新加坡电影提供舞台。每届电影节历时约11天，包括影片展映、讲座、研讨会等活动，帮助推动东南亚本土的影片制作。影片分亚洲剧情长片、东南亚短片等组别参加评比。1991年设立的“银屏奖”（Silver Screen Award）是最高奖项，另外亚洲长片组还设有最佳电影、最佳导演、评审团大奖、最佳男/女演员等奖项。

## 外部連結
- 新加坡國際電影節官方網站 （页面存档备份，存于）（英文）